# بلرا
بلرا (به ایتالیایی: Blera) یک کومونه در ایتالیا است که در استان ویتربو واقع شده‌است.

## خصوصیات
بلرا ۹۲٫۷۸ کیلومترمربع مساحت و ۳٬۳۱۳ نفر جمعیت دارد و ۲۷۰ متر بالاتر از سطح دریا واقع شده‌است.